# 勝家大樓
勝家大樓（英語：Singer Building）位於美國紐約市曼哈頓百老匯大街和自由街（英語：Liberty Street）的路口，建於1908年，是美國胜家公司的總部。大樓樓高612英呎（187米），樓高47層，建成後曾為世界最高摩天大樓，直到翌年（1909年）被同樣位於曼哈頓的大都會人壽保險大樓取代。最後於1968年拆除，成為世界最高已拆除摩天大樓，直到2001年9月11日，世界貿易中心倒塌為止。

## 外部連結
- Old postcard view of the Singer Building on bc.edu

| 前任： 費城大會堂 | 全球最高摩天大樓 1908年-1909年 | 繼任： 大都會人壽保險大樓 |